# Sleipnir (Band)
Sleipnir ist das Pseudonym des neonazistischen Liedermachers Marco Bartsch (geb. Laszcz) bzw. der Name der Rechtsrock-Band, deren Kopf er darstellt. Vom Bundesamt für Verfassungsschutz wird sie als rechtsextremistische Band eingeschätzt.

## Geschichte
Der Liedermacher Marco Bartsch aus Verl bzw. Gütersloh – bereits seit 1988 in der rechtsextremen Musikszene tätig – trat ab 1991 unter dem Pseudonym Sleipnir auf. Um 1998 wurde mit zwei weiteren Musikern eine dreiköpfige Band gegründet, Sleipnir galt fortan als Bandname. Dieser stammt von Odins achtbeinigem Pferd Sleipnir aus der nordischen Mythologie. Die Band ist mittlerweile in ganz Deutschland bekannt und hatte mehrere Auftritte in anderen europäischen Ländern, unter anderem in London und in Zagreb. Zwischenzeitlich spielte Andreas Koroschetz Schlagzeug in der Band, verließ diese jedoch und gründete Division Germania. Bartsch bzw. die gesamte Band ist seit 2003 mit eigenem Plattenlabel Boundless Records und dem Wolfszeit-Versand tätig. Seit Mitte 2012 ist die Band in neuer Besetzung unterwegs. Sleipnir trat neben einigen Veranstaltungen in Deutschland auch in Ländern wie Italien, Frankreich und England auf.
Im Juli 2017 trat die Band neben u. a. Stahlgewitter und Die Lunikoff Verschwörung auf dem Konzert Rock gegen Überfremdung im thüringischen Themar vor rund 6.000 Rechtsextremen auf.

## Musikstil, Ideologie und Bedeutung
Am Anfang waren die Texte vor allem eine Mischung von rassistischen Elementen in Verbindung mit sozialen Problemlagen und einem unterschiedlich starken Bezug auf den Nationalsozialismus. Seit 2000 beziehen sich Sleipnir textlich zu einem großen Teil auf die nordische Mythologie. Weitere wiederkehrende Themen sind Freundschaft, Treue und ein Bezug zur rechtsextremen Szene. Nachdem zunächst Balladen im Liedermacherstil veröffentlicht wurden, spielt die Band heute eher schnelle Rockmusik mit einem „eingängigen Sound“ und klar verständlichem Gesang. Die Band wurde in der Rechtsrock-Szene durch ihre Konzertaktivitäten national und international bekannt. Insbesondere „Rebellion“, ihr Lied für die Schulhof-CD der NPD, wurde eines der bekanntesten Lieder in der Szene.
Sleipnir pflegen Kontakte zu Vertretern des in Deutschland verbotenen rechtsextremen Netzwerks Blood and Honour und zu militanten neonazistischen Gruppen der Freien Kameradschaften. Sie traten mehrfach auf Veranstaltungen der NPD auf, unter anderem auf dem Fest der Völker.
Die Rapper Favorite und Hollywood Hank verwendeten den Refrain des Sleipnir-Liedes Bombe für ein Stück auf ihrem 2008 veröffentlichten Album Schläge für Hip Hop.

## Veröffentlichungen
Die erste CD von Bartsch mit dem Titel Mein bester Kamerad erschien 1996 und wurde vom Amtsgericht Ulm am 14. April 1998 mit der Begründung beschlagnahmt, die Lieder hetzten „in menschenverachtender Weise gegen Ausländer, […] indem er sie zu Parasiten herabwürdigt, die kein Recht hätten in Deutschland zu leben“. Am  30. Juni 2006 wurde sie von der Bundesprüfstelle für jugendgefährdende Medien indiziert.
1999 erschien ein Demo der Band unter dem Titel Das rechte Wort als Split-CD mit dem Liedermacher Patriot 19/8, einem Mitglied der Berliner Band Germania. Die CD wurde am 31. August 2004 indiziert.
Die Band hat bislang 14 CDs und eine Reihe von Samplerbeiträgen produziert, die meisten Veröffentlichungen erschienen beim hauseigenen Label. 2003 erschien die Split-CD German-Scottish Friendship zusammen mit der schottischen Blood-and-Honour-Band Nemesis um den Lead-Sänger John Cartwright. Außerdem sind Lieder der Band auf diversen Compilations veröffentlicht, u. a. mit je zwei Liedern auf den beiden „Schulhof-CDs“ der NPD von 2004 und 2005.
Einige Balladen wurden außerdem unter dem Namen Raven veröffentlicht. Des Weiteren spielte er mit Bandmitgliedern von Kampfhandlung ein Hatecore-Album namens Tätervolk ein.

### Alben
- 1996: Mein bester Kamerad (Clockwork Records, indiziert 1998)
- 2000: Kriegsverbrechen
- 2000: Das Demo & Bonus (Lu-Wi Tonträger)
- 2002: Ein Teil von mir (PC-Records, indiziert 2006/2019[9])
- 2002: Wunderbare Jahre (Shoot-Down Records)
- 2003: Mein Westfalen (Boundless Records)
- 2003: Mein Weg (Pühses Liste)
- 2004: Exitus… bis ganz Europa fällt (Boundless Records)
- 2005: Das Ende (Wolfszeit, indiziert[10])
- 2005: Das Demo & Bonus & Kriegsverbrechen (Wotan Records)
- 2006: Auslese – 15 Jahre zwischen 6 & 12 Saiten Teil 1 (Wolfszeit, Neuaufnahmen alter Lieder im Balladen-Stil, indiziert 2012)[11]
- 2008: Ein Teil von mir & Bonus (Neuauflage)
- 2008: Alles gut für Deutschland? (Wolfszeit)
- 2010: Unverbesserlich (Wolfszeit)
- 2012: Das Resümee (Wolfszeit)
- 2013: Hinter den Kulissen der Macht (Wolfszeit)
- 2014: Schwarz-Rot-Gold (Wolfszeit)
- 2014: Heimkehr (Wolfszeit)
- 2016: Totgesagte leben länger (Wolfszeit)
- 2017: Glaube & Wille (Wolfszeit)
- 2023: Mein Weg (NLV Records)

### Split-CDs
- 1999: Das rechte Wort (Lu_Wi-Tonträger, zusammen mit Patriot 19/8, indiziert 2004)
- 2003: German-Scottish Friendship (Boundless Records, zusammen mit der schottischen Band Nemesis)
- 2005: Tribute to Freikorps (zusammen mit Division Germania und Macht & Ehre, indiziert 2009)
- 2010: Europäischer Traum (PC-Records, zusammen mit der Band Sturmwehr)
- 2010: Egoist/Deutschland stirbt (Version 2010) (Wewelsburg Records, zusammen mit dem Bandprojekt Raven)
- 2012: Kampfgefährten (Front Records, zusammen mit der Band Heiliger Krieg)
- 2013: Europäischer Traum Teil 2 (Front Records, zusammen mit der Band Sturmwehr, indiziert 2015)[12]

### Exklusive Samplerbeiträge
- 1997: Das Feuer, Siehst du unser Land und Unsere Zeit wird kommen auf Balladen des Nationalen Widerstandes – Teil I
- 1999: Spürt ihr nicht den Wind?, Bomben für den Kosovo und Bruderkrieg auf Der Angriff... beginnt
- 2001: Alter Kamerad auf Balladen des nationalen Widerstandes – Teil II
- 2001: Feindbild auf Vox Europa Vol.2
- 2003: Freiheit auf Balladen des nationalen Widerstandes – Teil III
- 2004: Öffne deine Augen und Schau dich an auf Klänge der Bewegung Vol. 1
- 2005: Deutschland stirbt, For the fallen and the free, Ostpreussen und Wind in den Bäumen auf ...for Faith, Folk and Europe (Bandprojekt unter dem Namen Raven)
- 2006: Ich vermisse dich und Keiner von uns auf Balladen des nationalen Widerstandes – Teil V
- 2008: Unsere Schwerter auf Balladen für die Bewegung – Lieder für unsere Heimat
- 2008: Das Boot auf Mit Schild, Schwert und Lied (Indiziert [Liste A])
- 2014: Zug nach Nirgendwo auf Tag der deutschen Zukunft Vol. 1
- 2016: Heimatland auf FreilichFrei – Acoustic Covers
- 2023: Bruderschaft auf VA Eternal Axis
- 2023: Reise nach Utopia auf VA Eternal Axis

### Live-Aufnahmen
- 1999: Live in Stavenhagen (Live-CD)
- 2007: 14th JULY - Veneto Summer Fest (Sampler-CD, vertreten mit 2 Liedern)
- 2008: Fest der Völker II (DVD, vertreten mit 12 Liedern)
- 2008: Summerfest 2007 (Sampler-CD, vertreten mit 2 Liedern)
- 2009: Fest der Völker III (DVD, vertreten mit 10 Liedern)
- 2009: Rock für Deutschland – Gera 2009 (Sampler-CD, vertreten mit 7 Liedern)
- 2010: ISD Memorial Kiew (Sampler-CD, vertreten mit 7 Liedern, indiziert [Liste A])
- 2015: Live 1998/99 (Wolfszeit)

### Projekte
- 2006: Tätervolk (Boundless Records, Bandprojekt unter dem Namen Deadly Signs, zusammen mit Musikern der Band Kampfhandlung)
- 2007: Waisenkind (Wolfszeit, Bandprojekt unter dem Namen Raven, zusammen mit Freya)
- 2009: Die letzte Schlacht (Wolfszeit, Bandprojekt unter dem Namen Raven, zusammen mit Freya)
- 2012: Alles oder nichts (Wolfszeit, Soloalbum von Marco Bartsch unter dem Projektnamen „Der M“)
- 2013: Vol. 1 Schlauchbootpiraten (Flip&Flop Records, Bandprojekt unter dem Namen Freibad Grenadiere)
- 2013: Recht vs Unrecht (Wolfszeit, Brigade66 mit Marco Bartsch als Gitarrist)
- 2014: Vol. 2 Kann man machen muss man aber nicht (Flip&Flop Records, Bandprojekt unter dem Namen Freibad Grenadiere)
- 2015: Das Gift (Wolfszeit, Bandprojekt unter dem Namen Dreck & Scherben)
- 2013: Brigade66 (zusammen mit der Band Division Germania)
- 2014: Drei für Deutschland Teil 3 (als „Der M“, mit Words of Anger und Blut & Eisen; indiziert 2014)[13]